# Olgivanna Lloyd Wright
Olgivanna Lloyd Wright,  nacida Olga Ivanovna Lazović; (Montenegro, 27 de diciembre de 1898-1 de marzo de 1985) fue una bailarina, periodista y escritora montenegrina, cofundadora y presidente de la Fundación Frank Lloyd Wright y de la Beca Taliesin .  

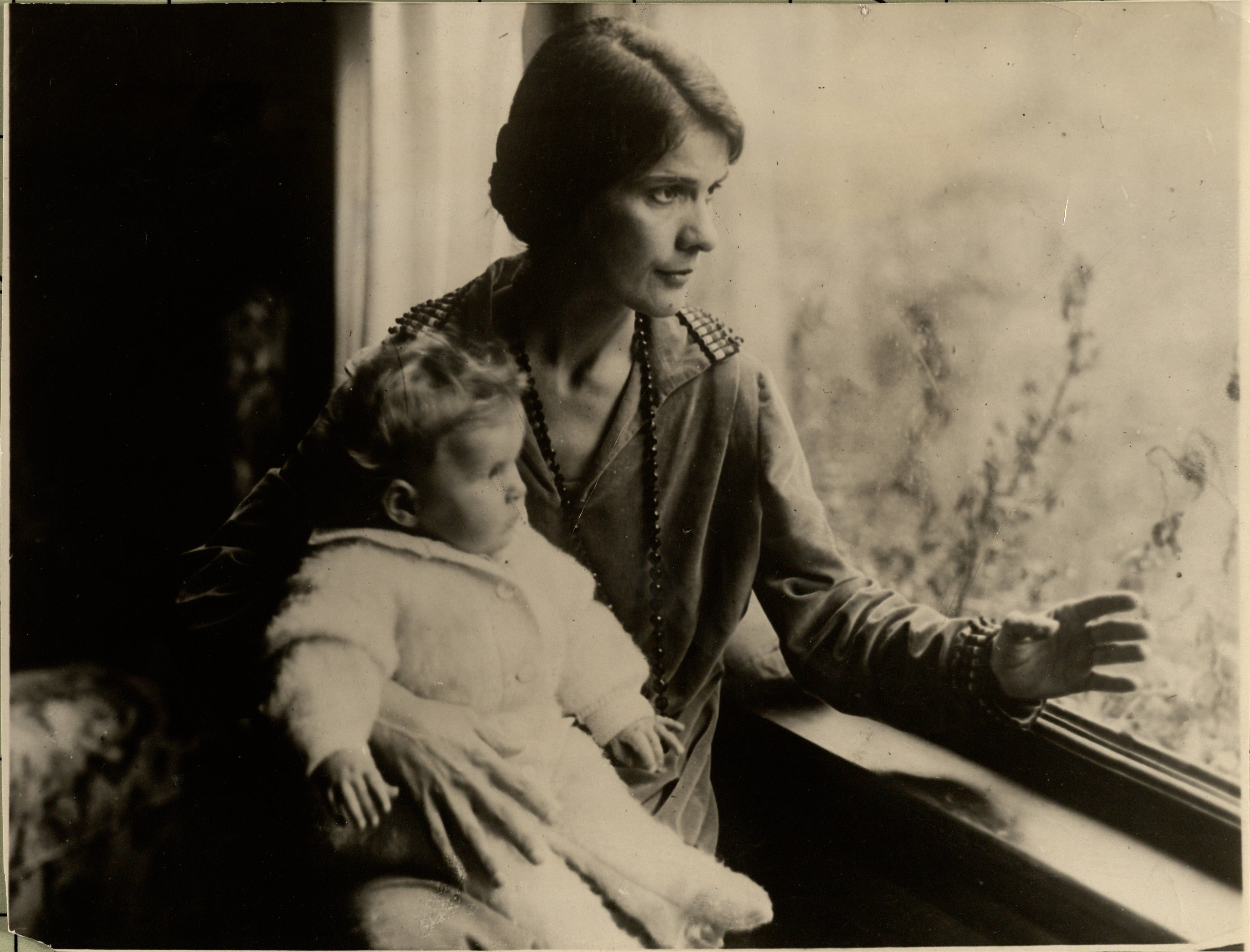
Olgyanna Lloyd Wright (Olga Milanoff) y su hija Iovanna (Wikicommons)

## Biografía
Sus padres fueron Milica Miljanov, hija de Marko Miljanov, escritor y general en el ejército montenegrino,  voivoda y líder del pueblo Kuči, y Jovan Lazović, que fue el primer Presidente del Tribunal Supremo de Montenegro. Era la menor de cinco hermanos. Cuando su padre perdió la vista, Olgivanna le leía documentos judiciales. A los nueve años, Olgivanna fue a vivir a Rusia con su hermana Julia y el marido de ésta, Constantin Siberakov.En Rusia  conoció a Vladimar Hinzenberg, con quien se casó en 1917,  cuando Olgivanna tenía 19 años, y tuvo a su hija Svetlana.

## Trayectoria
Olgivanna se convirtió en seguidora del maestro espiritual  G. I. Gurdjieff. Tras  abandonar a su marido y a su hija, siguió a Gurdjieff y a su grupo a Francia, en el Prieuré des Basses Loges, en lo que se conocía como el Cuarto Camino, o  Instituto de Gurdjieff para el Desarrollo Armónico del Hombre. Olgivanna pasó aproximadamente siete años trabajando con Gurdjieff, comenzando su carrera como estudiante de danza sagrada, que más tarde enseñó a sus propios estudiantes, entre ellos Diana Huebert. En 1923 Olgivanna cuidó a Katherine Mansfield en su lecho de muerte.
En agosto de 1924, Gurdjieff sufrió un accidente automovilístico, disolvió el grupo y animó a Olgivanna a ir a los Estados Unidos. Quebrado su matrimonio con Hinzenberg, se trasladó a Chicago. Allí comenzó a enseñar a los hijos de sus amigos la danza sagrada (o "Movimientos", como se los conocía).

### La Beca Taliesin
Conoció al arquitecto Frank Lloyd Wright  en noviembre de 1924, en una matiné dominical de la bailarina Tamara Karsavina. Ambos iniciaron rápidamente una relación sentimental, que fue en un principio escandalosa, ya que ambos estaban casados,  y en febrero de 1925, Olgivanna estaba embarazada de su hija, Iovanna. En octubre de 1926, Olgivanna y Wright fueron acusados de violar la Ley Mann y arrestados en Tonka Bay (Minnesota), pero los cargos fueron retirados posteriormente. Wright y Olgivanna se casaron el 25 de agosto de 1928 en Rancho Santa Fe, California, y pasaron la luna de miel en Phoenix, Arizona. 
En 1932, la pareja, junto al yerno de Wright,  William Wesley Peters, creó el programa de Beca Taliesin, en el que una comunidad de estudiantes y sus familiares vivían, trabajaban y estudiaban arquitectura en torno a Wright, primero en Wisconsin, en el Taliesin, y después en Arizona.
Edgar Tafel, antiguo aprendiz, describió la influencia de Olgivanna en la beca Taliesin en su libro Apprentice to Genius: Years With Frank Lloyd Wright (De aprendiz a genio: años con Frank Lloyd Wright): Tafel escribió que "«Su matrimonio (de Wright) con Olgivanna fue un tremendo elemento estabilizador para él: su devoción y su fuerza hicieron que su genio volviera a avanzar. Ella sabía cómo cuidar de él". Más allá del efecto de Olgivanna en Wright personalmente, Tafel (que formó parte de la Comunidad desde 1932 hasta 1941) escribió que sus antecedentes con Gurdjieff tuvieron un efecto positivo en la organización de la Comunidad Taliesin, que contaba regularmente con docenas de hombres y mujeres viviendo con los Wright en Taliesin, en Wisconsin, y en su casa de invierno, Taliesin West, en Arizona:
Esta experiencia [con el Instituto para el Desarrollo Armonioso del Hombre] le proporcionó la base para organizar el funcionamiento de Taliesin y aportar otra dimensión a la vida de la Comunidad. De este modo, su experiencia con Gurdjieff influyó en la forma de la Comunidad y en algunas de las actividades previstas desde el principio. La Sra. Wright fue la fuerza que mantuvo la Comunidad funcionando desde el principio. Una mujer extraordinaria.
En 1970, Olgivanna invitó a Svetlana Alliluyeva, la hija menor y única de Joseph Stalin, a Taliesin West, el complejo de invierno de la Taliesin Fellowship. Alliluyeva y William Wesley «Wes» Peters se casaron tres semanas después de conocerse. Después de tener una hija llamada Olga durante un matrimonio que duró 20 meses, Alliluyeva se llevó una impresión poco halagüeña de la matriarca y su gestión de Taliesin:
Este sistema jerárquico era espantoso: la viuda en la cima, luego el consejo de administración (una formalidad); luego su propio círculo íntimo, que tomaba todas las decisiones reales; luego los arquitectos trabajadores, los verdaderos caballos de batalla; en la base, los estudiantes que pagaban altas sumas para ser admitidos, sólo para ser enviados al día siguiente a trabajar en la cocina pelando patatas...». La palabra de la señora Wright era ley. Había que adorarla, venerarla y halagarla siempre que fuera posible; las flores enviadas por correo y entregadas en mano le gustaban y animaban. Daba consejos a los arquitectos, dirigía un círculo de teatro, un grupo de baile y un coro, y asesoraba sobre la vida privada y las relaciones, esperando que todos le hicieran confesiones personales. Era una «líder espiritual» y se autoproclamaba ministra, predicando los domingos por la mañana sobre asuntos de Dios y del hombre, cuando se suponía que todo el mundo estaba en su gran saló.
Tras la muerte de Wright el 9 de abril de 1959, Olgivanna continuó dirigiendo la Taliesin Fellowship casi hasta su propia muerte en Scottsdale, Arizona, el 1 de marzo de 1985. El último cuarto de siglo de la vida de Wright (1935-59) -cuando él, Olgivanna y la Asociación Taliesin pasaron los inviernos en Arizona construyendo Taliesin West- fue posiblemente el más productivo, representando "más de la mitad de la obra de Wright".

### La Fundación Frank Lloyd Wright
Tras la muerte de su marido en 1959, Olgivanna asumió el cargo de Presidenta de la Fundación Frank Lloyd Wright, cargo que ocupó hasta un mes antes de su muerte en 1985.  Según el escritor de arquitectura Walt Lockley, "La Fundación y la Comunidad no existirían de ninguna forma si Wright no hubiera ido al ballet con un amigo una tarde de domingo en Chicago en 1924 y se hubiera sentado cerca de la bailarina montenegrina de pelo oscuro".

## Legado
Olgivanna planeó el traslado del cuerpo de Wright de su tumba de Wisconsin, que luego fue "incinerado, mezclado con sus cenizas y utilizado en los muros de un jardín conmemorativo que se construiría en los terrenos de su casa en Taliesin West". Iovanna Lloyd Wright fue la única hija de Olgivanna con Wright. La única otra hija de Olgivanna, Svetlana Hinzenberg, adoptó el apellido Wright. Svetlana se casó con uno de los aprendices de Wright, Wes Peters, miembro de la Comunidad, cuando cumplió 18 años en 1935.

### Libros de Olgivanna Lloyd Wright
Olgivanna Lloyd Wright escribió una columna de periódico semanal a partir de la década de 1950 titulada "Nuestra casa". Las columnas del periódico fueron publicadas en Arizona Republic en Phoenix, Arizona y The Capital Times en Madison, Wisconsin . "Nuestra Casa" fue publicado como un libro con el mismo nombre. Además, escribió otros cuatro libros, publicados por Horizon Books en la década de 1960, el último de ellos, The Struggle Within, publicado en 1971:
1. The Shining Brow: Frank Lloyd Wright (1960)
2. The Roots of Life (1963)
3. Frank Lloyd Wright: His Life, His Work, His Words (1966)
4. The Struggle Within (1971)

### Libros sobre Olgivanna y la Comunidad Taliesin
- The Faraway Music by Svetlana Allilueva (also known as Distant Music.) Edition: 1st. New Delhi: Lancer International, 1984.
- The Fellowship: The Untold Story of Frank Lloyd Wright and the Taliesin Fellowship by Roger Friedland and Harold Zellman, 2006, includes especially extensive and strong documentation on Olgivanna, her relationship with Wright, including "the strong influence the occultist Georgi Gurdjieff had on Wright and especially his wife Olgivanna"
- Frank Lloyd Wright: A Biography by Meryle Secrest, 1992. New York: HarperCollins.
- From Crna Cora to Taliesin Black Mountain to Shining Brow: The Life of Olgivanna Lloyd Wright, by Maxine Fawcett-Yeske and Bruce Brooks Pfeiffer. ODO Editions, 2017. ISBN 978-1939621597
- Reflections from the Shining Brow: My Years with Frank Lloyd Wright and Olgivanna Lazovich, by Kamal Amin. Fithian Press. 2004.
- A Taliesin Legacy: The Architecture of Frank Lloyd Wright's Apprentices (Architecture Series) by Tobias S. Guggenheimer. Wiley, 1995. "[A]n encyclopedia study of the projects planned and/or built by these students, who eagerly embraced Wright's ethic of organic design." (Book Review)
- Taliesin Reflections: My Years Before, During and After Living with Frank Lloyd Wright by Earl Nisbet, 2006. (Book Review)
- Further Teachings of Gurdjieff - Journey Through This World, by C. S. Nott, Routledge & Kegan Paul, includes a chapter Taliesin and the Frank Lloyd Wrights describing a summer spent by Nott at Taliesin, 1969, ISBN 0-7100-6225-7 (cloth), ISBN 0-7100-8938-4 (paper)

## Videografía
- Frank Lloyd Wright – A film by Ken Burns and Lynn Novick. (1998). PBS Home Video, 28 de agosto de 2001 (153 minutes). ASIN B00005MEPO.
- Partner to Genius: A Biography of Olgivanna Lloyd Wright. PBS Home Video, VHS, 13 de mayo de 1997. ASIN B00000JKXH.